# 革苞菊属
革苞菊属（学名：Tugarinovia）是菊科下的一个属，为多年生草本植物。该属仅有革苞菊（Tugarinovia mongolica）一种，分布于亚洲东部。